# سيارة بخارية

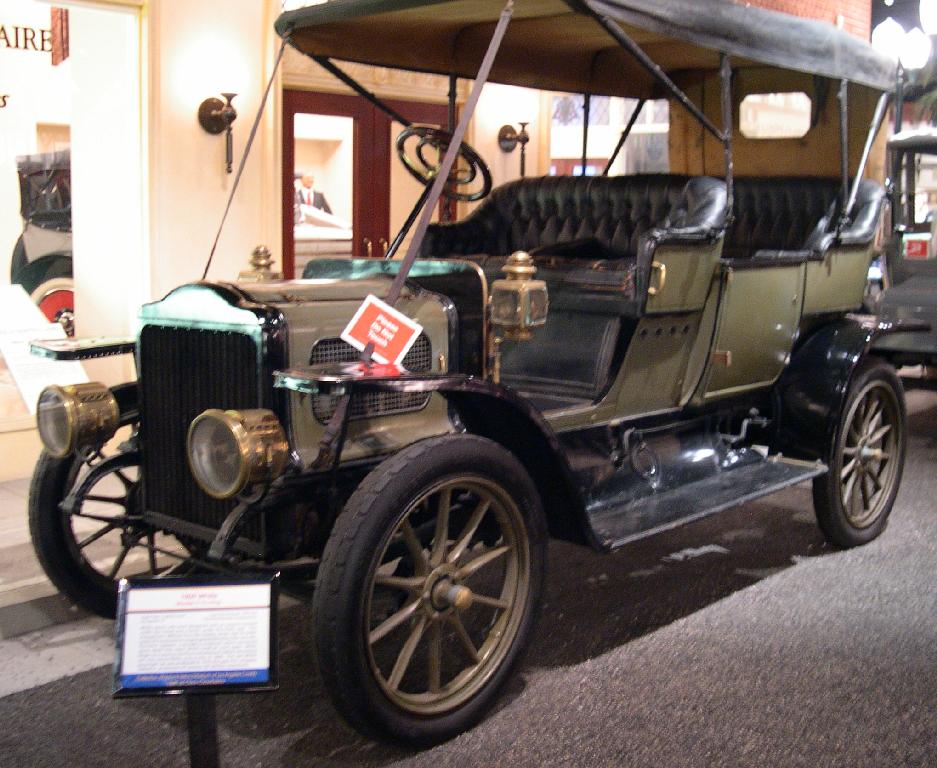
سيارة بخارية للرحلات السياحية (1909)

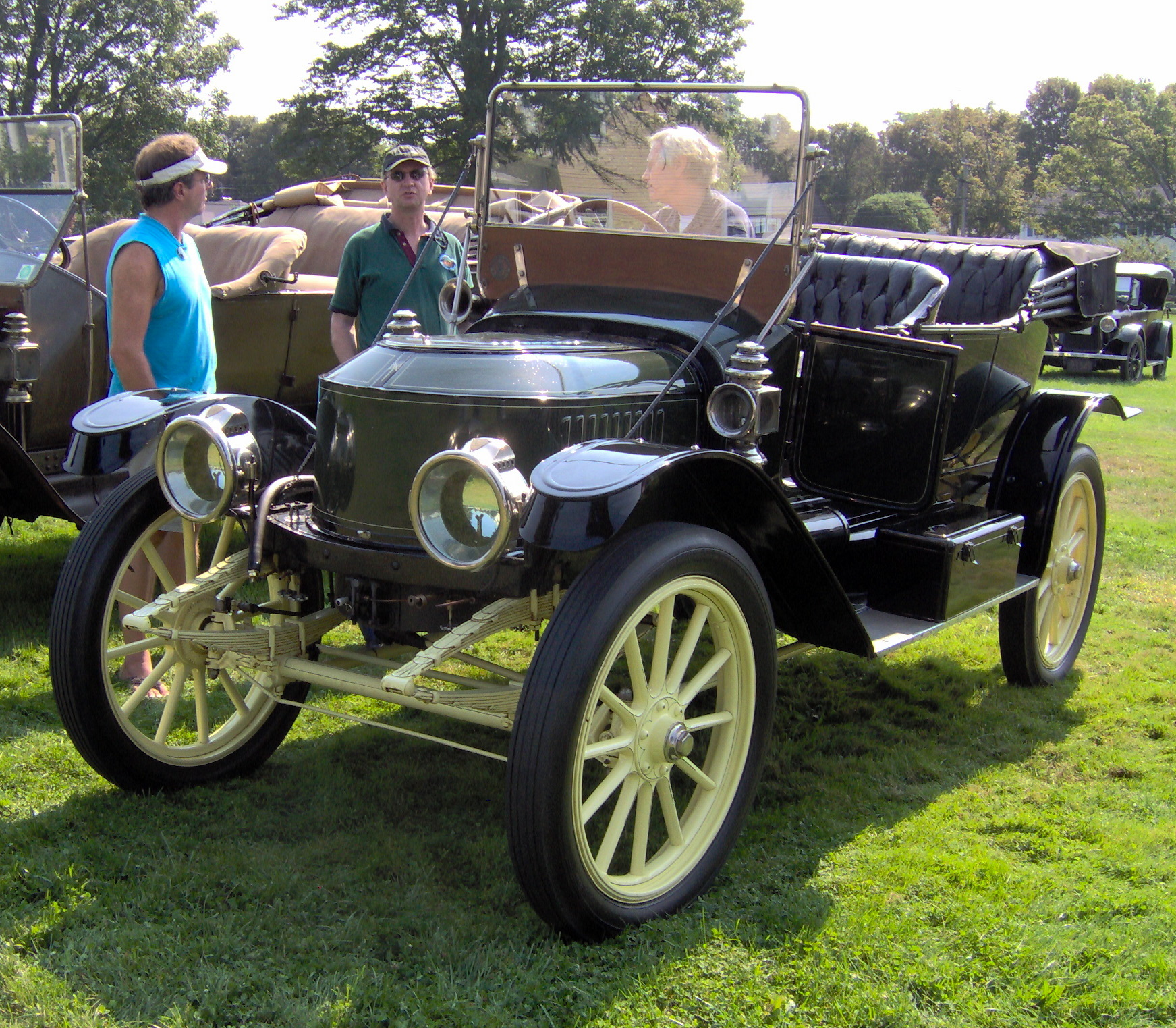
سيارة ستانلي البخارية (1912)

السيارة البخارية هي سيارة مدفوعة بمحرك بخاري.(1) المحرك البخاري هو محرك احتراق خارجي «ECE» يتم فيه احتراق الوقود خارج المحرك، على عكس محرك الاحتراق الداخلي «ICE» الذي يتم فيه احتراق الوقود داخل المحرك. تتمتع محركات الاحتراق الخارجي بكفاءة حرارية منخفضة، ولكن إنتاج أول أكسيد الكربون يكون بصورة أكبر.
صُنِعت أول سيارة تجريبية تعمل بالبخار في القرنين الثامن عشر والتاسع عشر، ولكن لم يكن الأمر كذلك إلا بعد أن طور ريتشارد تريفيثيك استخدام البخار عالي الضغط حوالي عام 1800، حيث أصبحت المحركات البخارية المتنقلة اقتراحًا عمليًا. بحلول خمسينات القرن التاسع عشر كان من الممكن إنتاجها تجاريًا: استُخدمت مركبات الطرق البخارية في العديد من التطبيقات. أعاقت التشريعات المعاكسة التنمية من ثلاثينات القرن التاسع عشر ثم التطور السريع لتقنية محركات الاحتراق الداخلي في القرن العشرين، مما أدى إلى زوالها التجاري. بقي عدد قليل نسبيًا من المركبات التي تعمل بالبخار قيد الاستخدام بعد الحرب العالمية الثانية. تم الحصول على العديد من هذه المركبات من قبل الهواة للحفاظ عليها.
أدى البحث عن مصادر الطاقة المتجددة إلى تجدد الاهتمام من حين لآخر باستخدام تقنية البخار لتشغيل المركبات على الطرق.

## تقنية

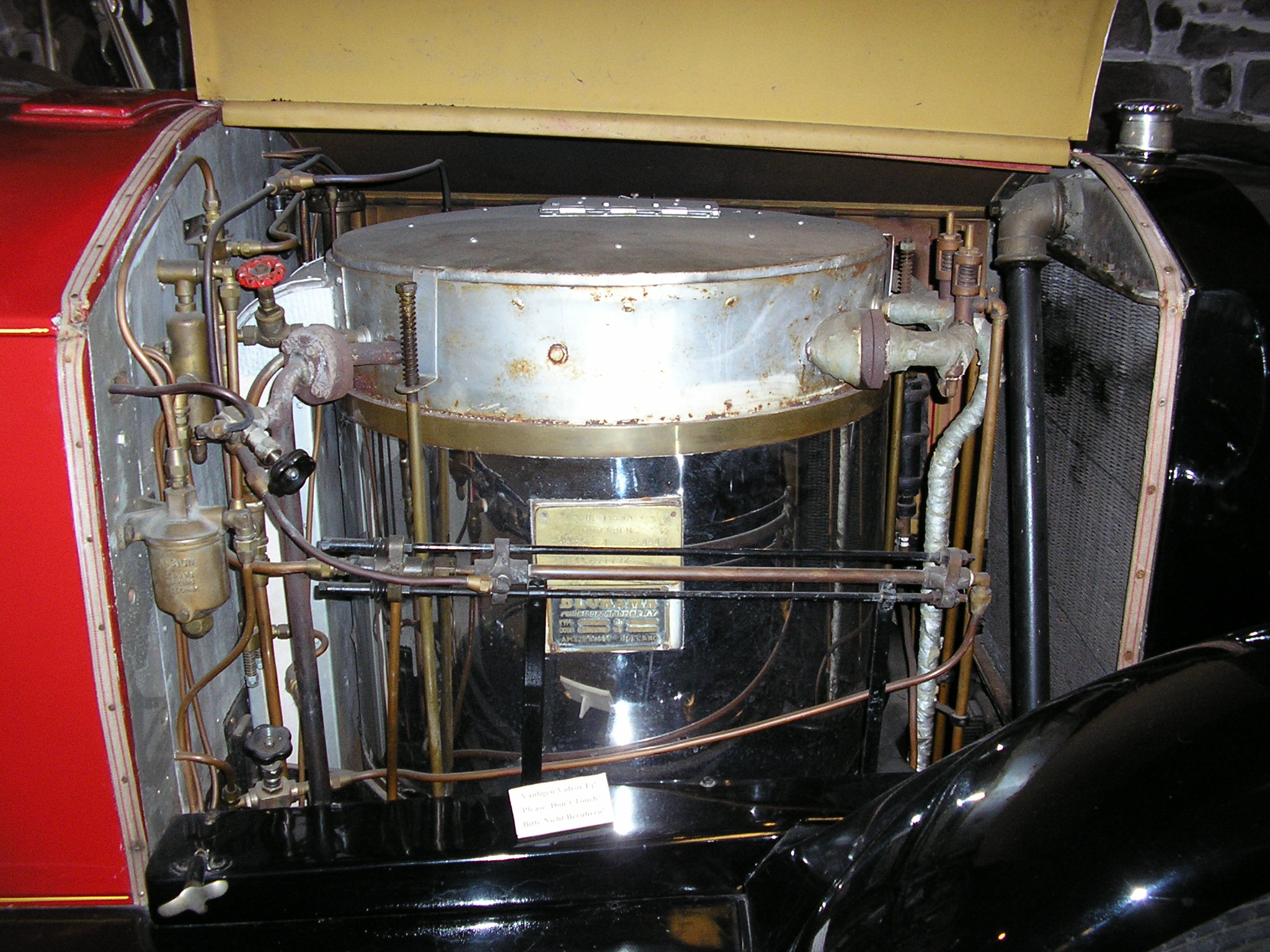
غلاية في عام 1924 ستانلي ستيمر سيري 740، إلى اليمين هو المكثف

المحرك البخاري هُو محرك احتراق خارجي (حيث يتم حرق الوقود بعيدًا عن المحرك)، على عكس محرك الاحتراق الداخلي (الذي يحرق الوقود داخل المحرك). بينما تتمتع سيارات الاحتراق الداخلي التي تعمل بالبنزين بكفاءة حرارية تشغيلية تتراوح مِن 15% إلى 30%، كانت وحدات بخار السيارات المبكرة قادرة فقط على نصف هذه الكفاءة فقط. مِن المزايا المهمة لمحرك الاحتراق الخارجي أنّه يمكن تكوين موقد الوقود لانبعاثات منخفضة جدًا مِن أول أكسيد الكربون وأكاسيد النيتروجين والكربون غير المحترق فِي العادم، وبالتالي تجنب التلوث.
ركزت أكبر التحديات التقنية التي تواجه السيارة البخارية على المرجل الخاص بها. يمثل هذا الجزء الأكبر من الكتلة الكلية للمركبة، مما يجعل السيارة ثقيلة (السيارة التي تعمل بمحرك الاحتراق الداخلي لا تتطلب غلاية)، ويتطلب اهتمامًا دقيقًا من السائق، على الرغم مِن أن سيارات عام 1900 كانت تتمتع بأتمتة كبيرة لإدارة ذلك. القيد الأكبر الوحيد هو الحاجة إلى إمداد المرجل بالمياه المغذية. يجب أنْ يتم حملها وتجديدها بشكلٍ متكرر، أو يجب أيضًا تزويد السيارة بمكثف ووزن إضافي وإزعاج.
تفوقت السيارات التي تعمل بالبخار والكهرباء على السيارات التي تعمل بالبنزين فِي الولايات المتحدة قبل اختراع المحرك الكهربائي، نظرًا لأنّ سيارات الاحتراق الداخلي كانت تعتمد على كرنك يدويّ لبَدء تشغيل المحرك، وهُو أمْر كان صعبًا وخطيرًا فِي بَعْض الأحيان فِي الاستخدام، حيثُ يمكن للتدوير غير المناسب أن يؤدّي إلى نتائج عكسية قادرة على كسر ذراع المُشغّل. كانت السيارات الكهربائية شائعة إلى حد ما، ولكن نطاقها قصير، ولا يمكن شحنها على الطريق إِذا كانت البطاريات منخفضة.
بمجرد الوصول إلى ضغط العمل، يمكن دفع السيارات البخارية المبكرة على الفور بسرعة عالية، ولكنها تستغرق عادةً عدة دقائق لبدء التشغيل مِن البرودة، بالإضافة إلى الوقت للوصول إلى درجة حرارة التشغيل. للتغلّب على هذا، تم توجيه التطوير نحو المرجل الومضي، الذي يسخّن كمية أقل بكثير مِن الماء لبدء تشغيل السيارة، وفِي حالة سيارات دوبل (بالإنجليزية: Doble cars)، يتم إشعال مواقد الديزل.
تتمتع السيارة البخارية بمزايا أكثر مِن السيارات التي تعمل بالاحتراق الداخلي، على الرغم مِن أن معظم هذه السيارات أصبحت الآن أقل أهمية ممّا كانت عليه في أوائل القرن العشرين. المحرك (باستثناء المرجل) أصغر وأخف مِن محرك الاحتراق الداخلي. كَما أنّه أكثر ملاءمةً لخصائص السرعة وعزم الدوران للمحور، وبالتالي تجنب الحاجة إلى ناقل الحركة الثقيل والمعقد المطلوب لمحرك الاحتراق الداخلي. السيارة البخارية أكثر هدوءًا أيضًا، حتى بدون كاتم الصوت.

## التاريخ

### التاريخ المبكر

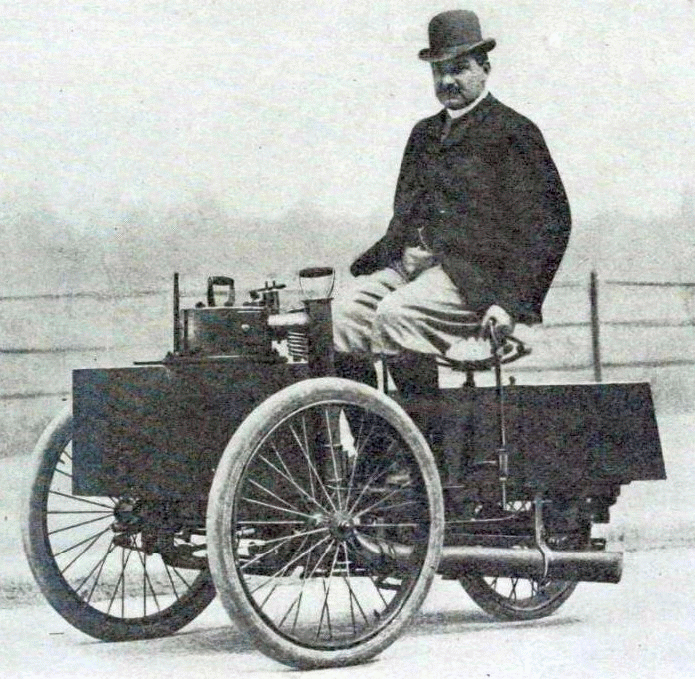
دي ديون على دراجة بخارية ثلاثية العجلات

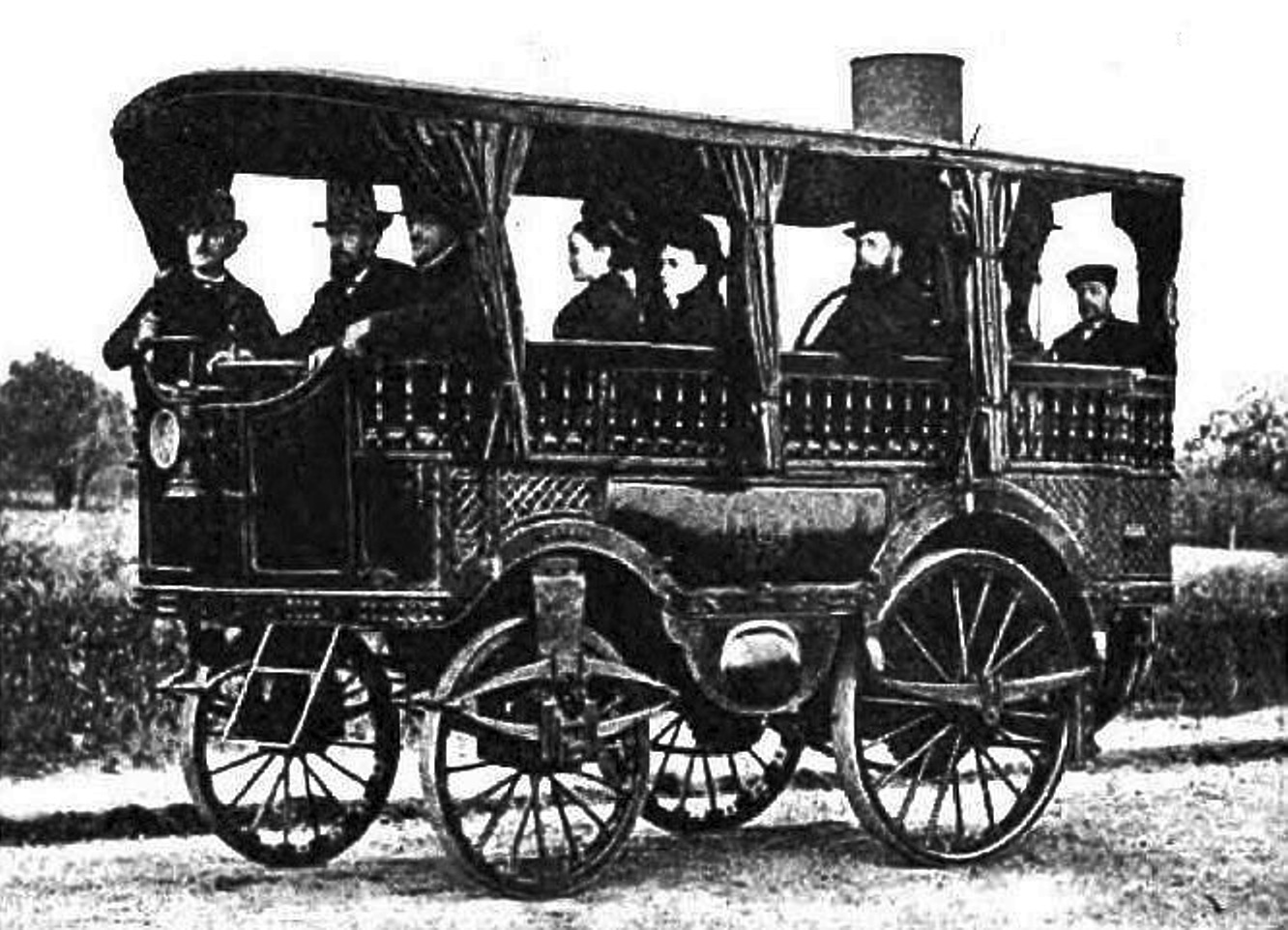
الحافلة البخارية Bollée L'Obéissante تم تصويرها عام 1875

تم بناء أول مركبة تعمل بالبخار في عام 1679 بواسطة عالم الفلك والرياضياتي القسيس فرديناند فيربيست في الصين. كانت السيارة لعبة للإمبراطور الصيني. على الرغم مِن أنه لا يُقصد به نقل الركاب، وبالتالي ليس بالضبط سيارة ولكن عربة، فمن المحتمل أن يكون جهاز فيربيست هو أول مركبة تعمل بمحرك على الإطلاق. يبدو أيضًا أن السيارة البلجيكية كانت مصدر إلهام للعربة الإيطالية غريمالدي (بالإنجليزية: Grimaldi) (أوائل عام 1700) وخلف عربة البخار الفرنسية نوليت 1748 (بالإنجليزية: Nolet 1748). بنى المخترع الفرنسي، جوزيف كونيو، أول مركبة ميكانيكية برية ذاتية الدفع في نسختين، واحدة في عام 1769 وواحدة في عام 1771 لاستخدامها من قبل الجيش الفرنسي. قام الفيزيائي وليام مردوخ ببناء وتشغيل عربة بخارية في شكل نموذج عام 1784. في عام 1791 قام ببناء عربة بخارية أكبر كان عليه أن يتخلى عنها للقيام بأعمال أخرى. كَما بنى ويليام سيمينغتون عربة بخارية عام 1786. هناك قصة لا أساس لها من أن رجلين من يوركشاير، المهندس روبرت فورنس وابن عمه، الطبيب جيمس أشوورث، كانا يعملان بسيارة بخارية عام 1788، بعد حصولهما على براءة اختراع بريطانية رقم 1674 في ديسمبر 1788. ظهر توضيح لذلك في كتاب لهيرجيه. تم بناء لندن ستيم كاريج (بالإنجليزية: London Steam Carriage) بواسطة ريتشارد تريفيثيك في عام 1803 وتم تشغيلها بنجاح في لندن، لكن المشروع فشل في جذب الاهتمام وسرعان ما تم طيّه. قام أوليفر إيفانز ببناء سيارة بخارية برمائية في عام 1805. كانت أول سيارة بخارية مثبتة للاستخدام الشخصي هي سيارة جوزيف بوجيك في عام 1815. تبعه جوليوس جريفيث عام 1821، وتيموثي بيرستال وجون هيل عام 1824 وتوماس بلانشارد عام 1825. مرت أكثر من ثلاثين عامًا قبل أن تكون هناك موجة من السيارات البخارية من خمسينات القرن التاسع عشر فصاعدًا مع دادجون وروبر وسبنسر من الولايات المتحدة وليونارد وتايلور من كندا وريكيت وأوستن وكاتلي وآيريس من إنجلترا وبوردينو ومانزيتي من إيطاليا، وجاء آخرون مع بولي ويجون مِن فرنسا وثوري من سويسرا وكينما من ألمانيا.
شهدت هذه الفترة المبكرة أيضًا الاستعادة الأولى لسيارة فِي عام 1867 وأوّل سيارة مهرب فِي نفس العام، وكلاهما من قبل فرانسيس كيرتس مِن نيوبريبورت، ماساتشوستس.
شهدت ثمانينات القرن التاسع عشر ظهور أولى الشركات المصنعة على نطاق واسع، لا سيما في فرنسا، أولها بولي (1878) يليها دي ديون بوتون (1883)، ويتني (1885)، أولدز (1886)، سيربوليت (1887) وبيجو ( 1889).

### التصنيع التجاري في عقد 1890
سيطر على تسعينات القرن التاسع عشر تشكيل العديد مِن شركات تصنيع السيارات. كان محرك الاحتراق الداخلي فِي مهده، فِي حِين كانت قوة البخار راسخة. أصبحت السيارات التي تعمل بالطاقة الكهربائية متوفرة ولكنها عانت مِنْ عدم قدرتها على العمل لمسافات طويلة.
كانَتْ غالبية شركات تصنيع السيارات التي تعمل بالبخار في هذه الفترة مِن الولايات المتحدة. كانَ مِن أبرز هؤلاء كلارك مِن عام 1895 إلى عام 1909، لوكوموبيل مِن عام 1899 إلى عام 1903 عِنْدما تحول إلى محركات البنزين، وستانلي مِن عام 1897 إلى عام 1924. بالإضافة إلى إنجلترا وفرنسا، بذلت دول أخرى أيضًا محاولات لتصنيع السيارات البخارية: سيديرهولم السويدية (1892)، ماليفز البلجيكي (1898-1905)، سكوتشه الألمانية (1895)، وهيربرت ثومسون الأسترالي (1896-1901).
مِن بين جميع الشركات المصنعة الجديدة من تسعينات القرن التاسع عشر، استمرت أربعة فقط فِي تصنيع السيارات البخارية بَعد عام 1910. وهي ستانلي (حتى عام 1924) ويفرلي (حتى عام 1916) مِن الولايات المتحدة، وبوار مِن فرنسا (حتّى عام 1914)، وميس مِن بلجيكا (حتى عام 1926).

### حجم الإنتاج من 1900 إلى 1913
تم تشكيل عدد كبير مِن الشركات الجديدة في الفترة مِن 1898 إلى 1905. تفوّق عدد السيارات البخارية على أشكال الدفع الأخرى بين السيارات المبكرة جدًا. في الولايات المتحدة عام 1902، كان 485 مِن أصل 909 تسجيلًا للسيارات الجديدة عبارة عن سفن بخارية. منذ عام 1899، كان لدى شركة موبايل الأمريكية (Mobile) عشرة فروع و58 تاجرًا في جميع أنحاء الولايات المتحدة. كان مركز إنتاج السفن البخارية في الولايات المتحدة هو نيو إنجلاند، حيث يوجد 38 مصنعًا مِن أصل 84 مصنعًا. تشمل الأمثلة وايت (كليفلاند)، إكليبس (إيستون، ماساتشوستس)، كوتا (لانارك، إلينوي)، كراوتش (نيو برايتون، بنسلفانيا)، هود (دانفرز، ماساتشوستس، استمر لمدة شهر واحد فقط)، كيدر (نيو هيفن، كونيتيكت)، سنشري (سيراكيوز، نيويورك) وسكين (لويستون، مين، الشركة صنعت كل شيء ما عدا الإطارات). بحلول عام 1903، اختفى 43 منها وبحلول نهاية عام 1910 من تلك الشركات التي بدأت في العقد الذي بقي مِن الشركات البيضاء التي استمرت حتى عام 1911، كونراد الذي استمر حتى عام 1924، تيرنر ميسي من إنجلترا التي استمرت حتى عام 1913، موريس إلى 1912، دوبلي حتى عام 1930، رذرفورد حتى عام 1912، وبيرسون كوكس حتى عام 1916.[بحاجة لمصدر]
أدى الإنتاج الضخم لخط التجميع بواسطة هنري فورد إلى خفض تكلفة امتلاك سيارة تقليدية بشكل كبير، وكان أيضًا عاملاً قوياً في زوال السيارة البخارية حيث كان الطراز T رخيصًا وموثوقًا به. بالإضافة إلى ذلك، خلال «ذروة» السيارات البخارية، حقق محرك الاحتراق الداخلي مكاسب ثابتة في الكفاءة، حيث قام بمطابقة كفاءة المحرك البخاري ثم تجاوزه عندما يتم حساب وزن المرجل.

### من عام 1914 إلى عام 1939
مَع إِدخال المشغل الكهربائي، أصبح محرّك الاحتراق الداخلي أكثر شيوعًا مِن المحرك البخاري، لكن محرّك الاحتراق الداخلي لمْ يكن بالضرورة متفوقًا فِي الأداء والمدى والاقتصاد في استهلاك الوقود والانبعاثات. يشعر بعض عشاق المحرك البخاري أنّ المحرك البخاري لمْ يحظ بنصيبه مِن الاهتمام في مجال كفاءة السيارات.
بغض النظر عن شركة بروكس أوف كندا (بالإنجليزية: Brooks of Canada)، فإن جميع شركات تصنيع السيارات البخارية التي بدأت بين عامي 1916 و1926 كانت في الولايات المتحدة. إندورانس (بالإنجليزية: Endurance)‏ (1924-1925) كانت آخر مصنع للسيارات البخارية. واصلت شركة أميريكان/دير تعديل سيارات الإنتاج من مختلف الماركات بمحركات بخارية، وكانت دوبل آخر شركة لتصنيع السيارات البخارية. توقفت عن العمل في عام 1930.

## الملاحظات
- 1 تُعرَّف السيارة بأنها مركبة آلية ذات عجلات تعمل بالطاقة الذاتية تُستخدم للنقل ومنتجًا في صناعة السيارات. تحدد معظم تعريفات المصطلح أن السيارات مصممة للتشغيل بشكل أساسي على الطرق، بحيث تحتوي عادةً على أربع عجلات بإطارات، وتتسع لشخص واحد إلى ثمانية أشخاص، ويتم تصنيعها بشكل أساسي لنقل الأشخاص بدلاً من البضائع.[9]

## روابط خارجية
- Hybrid-Vehicle.org: البواخر نسخة محفوظة 25 ديسمبر 2013 على موقع واي باك مشين.
- نادي Steam Car في بريطانيا العظمى
- موقع تقني حول كيفية عمل السيارات البخارية
- نادي Steam Automobile of America
- Stanley Register Online، سجل عالمي للسيارات البخارية الموجودة في ستانلي.
- The British Steam Car Challenge (مشروع مستمر بدأ في 1999 مخصص لتحطيم الرقم القياسي لسرعة الأرض لمركبة تعمل بالبخار).
- نظرة عامة على محاولة تحطيم الرقم القياسي الحالي لسرعة الأرض لسيارة بخارية يبلغ عمرها 101 عام
- في يوم من الأيام، تم تحويل Steam Car، حيث قام فريقان في المسلسل التلفزيوني البريطاني Scrapheap Challenge ( Junkyard Wars في الولايات المتحدة) بتحويل السيارات غير المرغوب فيها إلى سيارات بخارية تعمل بالفحم.
- البخار 101